# Green River (album)
| Recensione     | Giudizio    |
| -------------- | ----------- |
| OndaRock       | Consigliato |
| Allmusic       |             |
| Piero Scaruffi |             |

Green River è il terzo album in studio dei Creedence Clearwater Revival, pubblicato il 3 agosto 1969 dalla Fantasy Records.
Nel 2003 l'album è stato inserito nella posizione 95 nella lista dei 500 migliori album secondo Rolling Stone.

## Il disco
Green River nacque sulla scia del successo di Bayou Country. Fu portato al successo da Green River e soprattutto da Bad Moon Rising, che artigliò addirittura il primo posto nella classifica inglese. Altre canzoni molto ricordate dell'album sono Lodi, la ballata Wrote a Song for Everyone, Commotion e il travolgente rock'n roll di Cross-Tie Walker.

## Tracce

### Lato uno
1. Green River – 2:36 - (J. Fogerty)
2. Commotion – 2:44 - (J. Fogerty)
3. Tombstone Shadow – 3:39 - (J. Fogerty)
4. Wrote a Song for Everyone – 4:57 - (J. Fogerty)

### Lato due
1. Bad Moon Rising – 2:21 - (J. Fogerty)
2. Lodi – 3:13 - (J. Fogerty)
3. Cross-Tie Walker – 3:20 - (J. Fogerty)
4. Sinister Purpose – 3:23 - (J. Fogerty)
5. The Night Time Is the Right Time – 3:09 - (Napoleon Nappy Brown, Ozzie Cadena, Lew Herman)

## Formazione
- John Fogerty - voce, chitarra
- Tom Fogerty - voce, chitarra ritmica
- Doug Clifford - batteria
- Stu Cook - basso

## Produzione
- John Fogerty - produttore
- Tamaki Beck - mastering supervisor
- Kevin Gray, Steve Hoffman, Shigeo Miyamoto - mastering
- John Fogerty - arrangiatore
- Kenta Hagiwara, Dave Marsh - liner notes
- Basul Parik - foto in copertina

## Classifiche

### Classifiche settimanali
| Classifica (1969/70) | Posizione massima |
| -------------------- | ----------------- |
| Canada               | 2                 |
| Francia              | 2                 |
| Germania             | 11                |
| Italia               | 16                |
| Norvegia             | 5                 |
| Paesi Bassi          | 20                |
| Regno Unito          | 20                |
| Spagna               | 7                 |
| Stati Uniti          | 1                 |

### Classifiche di fine anno
| Classifica (1970) | Posizione |
| ----------------- | --------- |
| Stati Uniti       | 29        |